# Bo Krasse
Bo Gunnar Krasse, född 14 september 1922 i Malmö, död 23 november 2009, var en svensk tandläkare, professor i cariologi vid Göteborgs universitet, professor emeritus vid Sahlgrenska akademin och tidigare dekanus för dåvarande odontologiska fakulteten.

## Biografi
Krasse var son till tandläkaren August Krasse och Margareta Ullberg. Han tog studentexamen i Malmö 1941, blev odont.kand. 1943 och avlade tandläkarexamen vid Tandläkarhögskolan i Stockholm 1946 samt blev odont.dr. i Malmö 1955. Krasse var vikarierade i Tyringe 1946, distriktstandläkare vid folktandvården i Arvidsjaur 1946-1948 och hade egen praktik i Malmö 1948-1962. Han tjänstgjorde vid medicinalstyrelsens odontologiska försöksstation vid Vipeholms sjukhus i Lund 1948-1955. Krasse var amanuens vid Tandläkarhögskolan i Malmö 1948-1950, assistent där 1950-1952 och avdelningstandläkare vid avdelningen för karieslära 1952-1955. År 1954 disputerade han där med avhandlingen Studies on acidogenic microorganisms in the mouth. With special reference to dental caries. Krasse blev docent 1955, var kursgivare i speciell bakteriologi/oral mikrobiologi 1955-1962 och 1965-1968. Han var docent och odont.dr. vid Tandläkarhögskolan i Malmö 1955 och laborator där 1958.
Han var professor i cariologi vid Göteborgs universitet och övertandläkare vid tandsjukvårdscentralen i Göteborg 1969-1989 samt dekanus i odontologiska fakulteten 1969-1974. Han var visiting associate professor vid University of Alabama 1958, visiting scientist vid National Institutes of Health 1962-1963, konsult vid National Institutes of Health från 1971, visiting scientist vid Forsyth Dental Center och gästprofessor vid Harvard School of Dental Medicine 1974-1975, gästprofessor vid University of British Columbia 1982-1983 och visiting scientist vid National Institutes of Health 1985-1986.
Han var styrelseledamot i Sydsvenska tandläkarsällskapet 1949-1951 och i lärarföreningen vid Tandläkarhögskolan i Malmö 1952-1954. Krasse var ledamot av socialstyrelsen vetenskapliga råd 1971-1989 och statens livsmedelsverks vetenskapliga råd 1971-1989. Han var president i Göteborgs Rotaryklubb 1978-1979, ordförande i Göteborgs tandläkarsällskap 1978-1979 och ledamot av Kungliga Vetenskaps- och Vitterhetssamhället i Göteborg från 1983. Krasse skrev skrifter i bakteriologi och karieslära.
Krasse gifte sig 1946 med tandläkaren Martha Blomqvist (född 1922), dotter till postmästaren Bernt Blomqvist och Ellen Nordenström. Han var far till Margareta (född 1949) och Björn (född 1952). Krasse avled 2009 och gravsattes på Limhamns kyrkogård.